# Microsoft Docs
Microsoft Docs — бібліотека технічної документації для кінцевих користувачів, розробників та IT-фахівців, які працюють із продуктами Microsoft. Сайт Microsoft Docs містить технічні специфікації, статті, посібники, навчальні матеріали, довідники API, приклади коду та іншу інформацію, що стосується програмних продуктів та веб-сервісів Microsoft. Microsoft Docs був запущений у 2016 році і мав стати заміною бібліотек MSDN та TechNet, на яких раніше розміщувалися подібні матеріали.

## Структура та можливості
Матеріали на сайті згруповані за продуктами та технологіями, до яких вони належать, а також за етапами роботи з ними: початок роботи, планування, розгортання, управління, діагностика та усунення несправностей та ін. Панелі навігації та сторінки продуктів та служб показують розбивку матеріалів за цими принципами. Для статей відображається приблизний час, необхідний для читання. Існує можливість завантаження цілих розділів документації у вигляді PDF-файлів для читання в автономному режимі.
Більшість матеріалів мають відкритий вихідний код і користувачі мають можливість відправити пропозицію щодо внесення змін до них. Кожна стаття представлена файлом із розміткою Markdown у репозиторії на GitHub.

## Програмне забезпечення для редакторів
Microsoft випустила пакет розширень Visual Studio Code — Docs Authoring Pack, покликаний полегшити редагування статей на Microsoft Docs. До його складу входять:
- Docs Markdown — утиліта для редагування Markdown за допомогою форматування, створення списків та таблиць, вставки посилань та зображень. На відміну від інших редакторів, Docs Markdown підтримує нестандартні розширення Markdown для docs.microsoft.com, наприклад, примітки та фрагменти коду.
- DocFX — засіб попереднього перегляду з обмеженою підтримкою специфічних елементів Markdown для docs.microsoft.com.[4]
- markdownlint — засіб аналізу розмітки Markdown на відповідність стандартам та загальноприйнятим угодам про стиль.

## Історія
Попередня версія Microsoft Docs була запущена в червні 2016 р., спочатку вона містила лише документацію з NET. Процес перенесення основної частини матеріалів із бібліотек MSDN та TechNet зайняв приблизно два роки. Ключові події:
- Листопад 2016: додано документацію з Azure, Visual Studio 2017 RC, C++, ASP. NET Core, Entity Framework Core та SQL для Linux.[5]
- Вересень 2017: документація по Office SharePoint, Windows 10, Windows Server 2016 та BizTalk Server ITPro перенесена з MSDN/TechNet.[6]
- Лютий 2018: додано нову систему відгуків, засновану на GitHub issues.[7]
- Листопад 2018: технічна документація з OneDrive перенесена з TechNet на Microsoft Docs[8]